# Трюкач (фільм, 1968)
«Трюкач» («Stuntman») — італійсько-французька кінокомедія 1968 року, знята режисером Марчелло Бальді.

## Сюжет
Каскадер, який перебуває у пошуку додаткового заробітку та нових любовних пригод, погоджується допомогти викрасти з музею цінну індійську статуетку Вішну, проте безуспішні спроби злочинців взаємно обдурити один одного призводять до непередбачених результатів.

## У ролях
- Джина Лоллобриджида: Евелін Лейк
- Роберт Віхаро: Джонні
- Марі Дюбуа: Іветта
- Жан Клод Берк: Омеро
- Пауль Мюллер: Ламб
- Маріса Мелл: Глорія Холл
- Клаудіо Пероне: Шорті

## Знімальна група
- Режисер: Марчелло Бальді
- Сценарій: Марчелло Бальді, Сандро Контіненца
- Оператор: Антоніо Кліматі, Карло Карліні
- Композитор: Карло Рустікеллі
- Монтаж: Маріо Морра